# 부카요 사카
부카요 사카(영어: Bukayo Saka, 2001년 9월 5일 ~ )는 잉글랜드의 축구 선수로 포지션은 공격수이며 현재 잉글랜드 프리미어리그 아스널 FC에서 뛰고 있다.

## 클럽 경력
2018년 아스널 FC 성인팀 입단을 통해 프로에 입문하여 11월 29일 우크라이나 프리미어리그 소속팀인 보르스클라 폴타바와의 2018-19년 UEFA 유로파리그 64강 E조 조별리그 경기에서 후반 23분 애런 램지와 교체 투입되며 정식 프로 데뷔전을 가졌고 데뷔 시즌인 2018-19 유로파리그에서 2경기를 소화하며 팀 준우승의 발판을 마련했다.
그 뒤 2019년 9월 19일 독일 분데스리가 소속팀 아인트라흐트 프랑크푸르트와의 2019-20년 UEFA 유로파리그 64강 F조 조별리그 경기에서 성인팀에서의 데뷔골을 터뜨렸고 잉글랜드 FA컵 2019-20에서는 4경기에 출전하여 팀 통산 FA컵 14번째 우승에 크게 기여했으며 2020 FA 커뮤니티 실드에도 출전하여 팀 우승에 일조했다.

## 국가대표팀 경력
2017년부터 2020년까지 잉글랜드 연령대별 국가대표팀에서 27경기를 소화하며 2018년 UEFA U-17 축구 선수권 대회 4강 진출의 중추적인 역할을 수행했고 이후 현재까지도 잉글랜드 U-20 및 U-21 대표팀에서 활약하고 있다.
그리고 2020년 9월 4일 웨일스와의 경기에서 잉글랜드 성인대표팀 소속으로 국제 A매치 데뷔전을 치른 뒤 2021년 6월 2일 리버사이드 스타디움에서 열린 오스트리아와의 국가대표팀 평가전에서 A매치 데뷔골을 터뜨리며 팀의 1-0 승리에 기여했다.
이후 코로나19 범유행으로 1년 연기된 UEFA 유로 2020 본선에 출전하여 1966년 FIFA 월드컵 우승 이후 55년만의 메이저 대회 결승 진출에 기여했으나 홈 구장인 웸블리 스타디움에서 열린 이탈리아와의 결승전 승부차기에서 결정적인 실축을 저지르면서 앙리 들로네컵을 들어올리지 못했다.

## 수상 내역

#### 아스널 FC
- FA컵 : 2019-20
- 커뮤니티 실드 : 2020, 2023

#### 잉글랜드
- UEFA 유럽 축구 선수권 대회 : 준우승 (2020), (2024)

### 개인
- PFA 올해의 팀 : 2022-23
- PFA 올해의 영플레이어 : 2022-23
- 프리미어리그 이 달의 선수 : 2023년 3월
- 잉글랜드 올해의 남자 선수[1] : 2021–22, 2022–23
- 아스날 올해의 선수 : 2020-21, 2021-22
- LFA 올해의 영플레이어 : 2023